# Членова, Наталья Львовна
Наталья Львовна Членова (15 октября 1929, Москва — 16 октября 2009) — советский и российский археолог, доктор исторических наук, научный сотрудник Института археологии РАН (Москва). Исследователь древних курганов в Минусинской и Назаровской котловинах на юге Красноярского края.

## Семья
Наталья Членова родилась в Москве 15 октября 1929 года в семье врачей.
Отец, Лев Григорьевич Членов (1894—1959) в 1916 году окончил с отличием в 1916 году медицинский факультет Московского университета. В годы гражданской войны был военврачом в Красной армии. Впоследствии он стал известным невропатологом, ему была присвоена степень доктора медицинских наук. С 1947 года заведовал отделом и клиникой в Институте неврологии АМН СССР. Мать — Ольга Петровна Членова (урождённая Попова, 1902—1985) перед выходом на пенсию в 1950-х годах работала завлабораторией в московской больнице № 60.
Среди родственников — геолог и палеонтолог Валериан Иннокентьевич Громов (1896—1978), антрополог Георгий Францевич Дебец (1905—1969), женатый на сестре матери Натальи. Они, вероятно, оказали влияние на её выбор будущей профессии.

## Учёба и научная работа
В 1948 году поступила на исторический факультет МГУ. С 1949 по 1980 гг. работала в археологических экспедициях на территории Поволжья, Северного Кавказа, Сибири и Дальнего Востока. С 1960 года работала в Институте археологии АН СССР ведущим научным сотрудником-консультантом. Специалист в области археологии бронзового и раннего железного веков Евразии.

## Научные интересы
- Периодизация и хронология археологических культур эпохи бронзы и раннего железа.
- Проблемы первобытного искусств.
- Скифо-сибирский звериный стиль.
- Индо-иранские художественные контакты.
- Взаимодействие культур Центральной Азии и Скифского мира.
- Оленные камни как исторический источник.

## Публикации

### Монографии
- Происхождение и ранняя история племен тагарской культуры. — М.: Наука, 1967. — 300 с.
- Хронология памятников карасукской эпохи. — М.: Наука, 1972. — 248 с.
- Карасукские кинжалы. — М.: Наука, 1976. — 104 с.
- Оленные камни как исторический источник: (На примере оленных камней Северного Кавказа). — Новосибирск: Наука, 1984. — 100 с.

### Статьи в научных журналах
- О культурах бронзовой эпохи лесостепной зоны Западной Сибири // Советская археология. 1955. № 23. С. 38—57.
- Несколько писаниц юго-западной Тувы // Советская этнография, 1956. № 4. С. 45—63.
- Памятники переходного карасук-тагарского времени в Минусинской котловине // Советская археология. 1963. № 3. С. 48—66.
- Золото в карасукскую эпоху // Советская археология. 1972. № 4. С. 257—259.
- Предыстория «торгового пути Геродота»: (Из Северного Причерноморья на Южный Урал) // Советская археология. 1983. № 1. С. 47—66.
- О поздней дате карасукских бронз в Монголии, Горном Алтае, Забайкалье и Ордосе // Петерб. археол. вестн. 1993. Вып. 4. С. 31—69.
- Значение находок бронзовых шлемов и медалевидного зеркала из Монголии // Российская археология. 2000. № 2. С. 149—155.

### Статьи в энциклопедических изданиях
- Сяньби // БСЭ, 2-е изд., 1956, Т. 41. С. 433—434.
- Усуни // БСЭ, 2-е изд., 1956, Т. 44. С. 422—423.
- Эллей // БСЭ, 2-е изд., 1957, Т. 48. С. 669.
- Тагарская культура // БСЭ, 3-е изд., 1976. Т. 25. С. 484.
- Тагарская культура // Советская историческая энциклопедия. Т. 14. — М., 1973. С. 23.